# Wallhausen (Saxe-Anhalt)
Pour les articles homonymes, voir Wallhausen.
Wallhausen est une commune allemande de l'arrondissement de Mansfeld-Harz-du-Sud, dans le Land de Saxe-Anhalt.

## Géographie

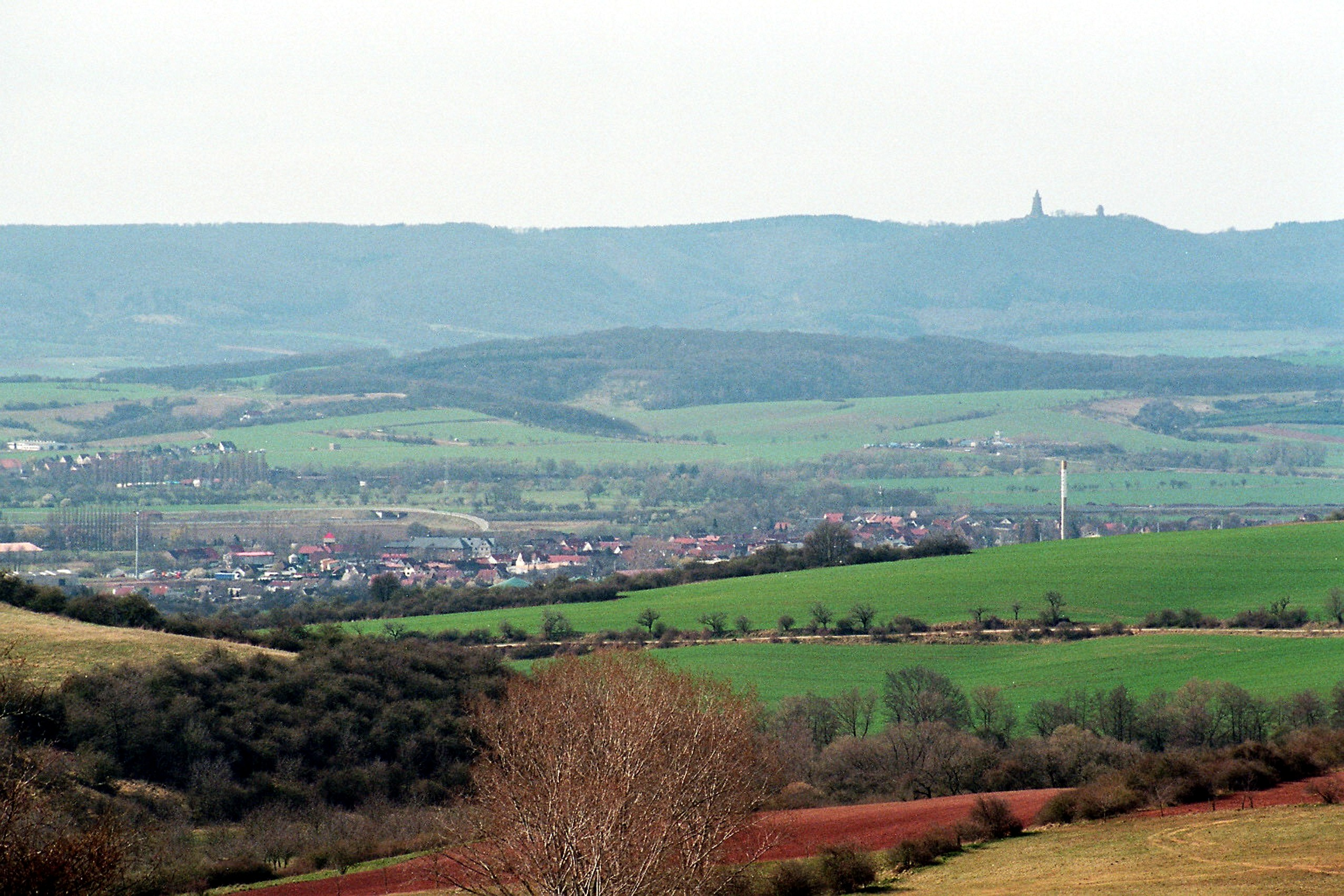
Vue sur Wallhausen et le Kyffhäuser.

Le territoire communal s'étend dans la vallée de la rivière Helme, entre les montagnes du Harz au nord et le massif du Kyffhäuser au sud. Il se trouve à peu de distance du chef-lieu Sangerhausen à l'ouest.
La Bundesautobahn 38 traverse la vallée au sud de la localité.

## Histoire
Le lieu de Walahusun (« maison de Wala »), situé dans la région limitrophe du duché de Saxe et la Thuringe, fut mentionné pour la première fois dans un acte de l'an 908. Il bénéficie d'une situation géographique stratégique sur la route reliant les villes médiévales de Sangerhausen et Nordhausen ; il y avait un palais construit sur ordre de la dynastie des Ottoniens, futurs souverains de la Francie orientale (Germanie), pour être un centre de leur pouvoir. En 909, ce château a accueilli les cérémonies de mariage de Henri l'Oiseleur, fils du duc Otton l'Illustre, avec Mathilde de Ringelheim. La mariée reçoit l'usufruit des domaines de Wallhausen. Trois ans plus tard, leur premier fils, Otton, est né au château.
À l'époque des Ottoniens, le palais de Wallhausen était l'un des principaux domiciles des souverains du Saint-Empire. Le 5 février 985, le roi Otton III fit don du manoir à sa tante l'abbesse Mathilde de Quedlinbourg. Même au temps de la dynastie franconienne et des Hohenstaufen, le château conserve sa pertinence : en 1169, l'empereur Frédéric Barberousse y a tenu une réunion (Hoftag) pour résoudre un conflit entre les nobles saxons et leur duc Henri le Lion. Néanmoins, au plus tard après le Grand Interrègne au XIIIe siècle, l'ensemble du complexe se détériore de sorte qu'aujourd'hui, on ne dispose d'aucune trace.

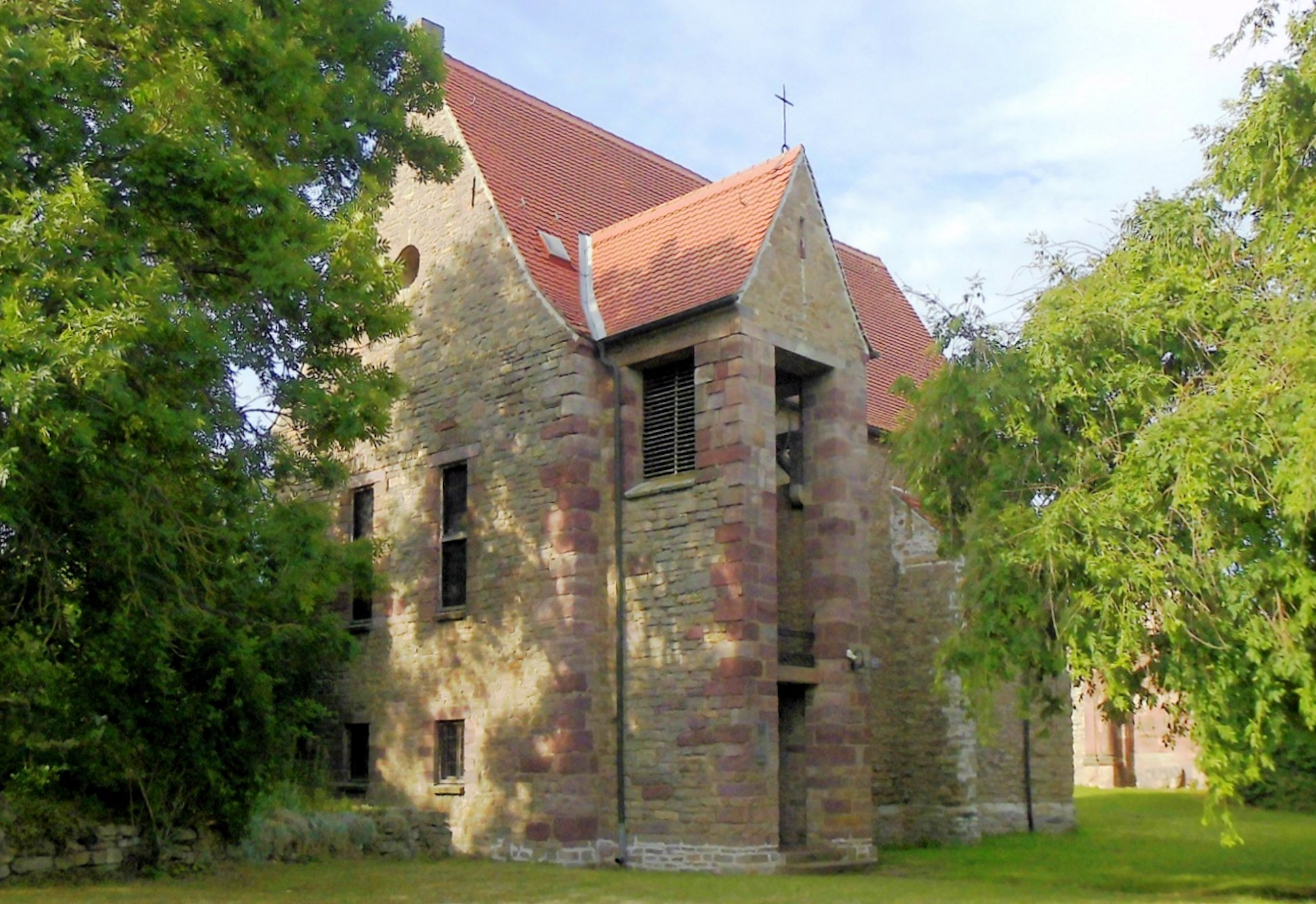
L'église Saint-Pierre-et-Paul, reconstruite en 1957.

Le village qui s'est développé autour du manoir de Wallhausen obtint le droit de tenir marché vers 994. Au début XVe siècle, un nouveau château fut construit sur initiative de la famille d'Assebourg, possiblement sur l'embasement de l'ancien palais impérial. Une église paroissiale a été consacrée en 1408. En 1525, durant la guerre des Paysans, le réformateur Martin Luther y donnait un sermon contre l'insurrection de Thomas Müntzer. 
Depuis les débuts de l'époque moderne, les domaines étaient entre les mains de la maison de Wettin, électeurs de Saxe. Le lieu fut dévasté pendant la guerre de Trente Ans et encore une fois par l'armée prussienne durant les guerres de Silésie. À la suite des guerres napoléoniennes et du congrès de Vienne, en 1815, il fut incorporé dans le district de Mersebourg au sein de la Saxe prussienne.
Vers la fin de la Seconde Guerre mondiale, le 22 février 1945, de vastes zones de la commune ont
été gravement endommagées par un raid aérien des  Forces aériennes de l'Armée des États-Unis (8e Air Force) au cours de l'opération Clarion. Investi le 12 avril par les troupes américaines ; Wallhausen fut occupée par l'Armée rouge deux mois plus tard. Jusqu'à la réunification allemande, le lieu appartenait a la République démocratique allemande (RDA).